# Arhiducele Frederic Ferdinand de Austria

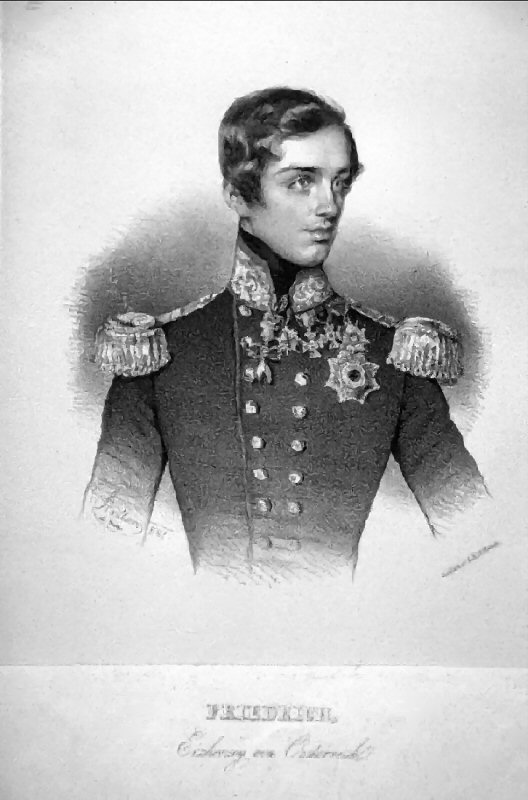
Arhiducele Friedrich de Austria, litografie de Johann Stadler, 1841

Arhiducele Friedrich Ferdinand Leopold de Austria (germană Erzherzog Friedrich Ferdinand Leopold von Österreich; 14 mai 1821 – 5 octombrie 1847) a fost membru al Casei de Habsburg și comandant al marinei imperiale austriece.
Friedrich a fost al treilea fiu al Arhiducelui Karl de Austria (1771-1847) și a Prințesei Henrietta de Nassau-Weilburg (1797-1829). Nu s-a căsătorit niciodată și nu a avut copii.